# Rothschildia jorulloides
Rothschildia jorulloides är en fjärilsart som beskrevs av Paul Dognin 1895. Rothschildia jorulloides ingår i släktet Rothschildia och familjen påfågelsspinnare. Inga underarter finns listade.